# Jan Bijen
Joannes Martinus Jacobus (Jan) Bijen (Gennep, 2 april 1920 – Aalst, 28 april 1994) was een Nederlands voetballer die uitkwam voor PSV.

## Biografie
Bijen werd geboren in het Noord-Limburgse Gennep als derde in een gezin met twee oudere zussen. De familie verhuisde in 1924 vanuit Grave naar Amsterdam-Oost en kwam te wonen in onder andere de Watergraafsmeer (Wakkerstraat). Zijn vader Johannes Hendrikus Bijen was rijksambtenaar en overleed op 27 maart 1935 toen Jan Bijen veertien was. Moeder was Catharina Elisabeth Muris.
Jan Bijen voetbalde bij derdeklasser De Meer in Amsterdam-Oost. Een jaar na de bevrijding verhuisde hij naar Eindhoven en hij meldde zich aan bij PSV.
Hij maakte een jaar later zijn debuut in het eerste elftal. In het openingsduel van het seizoen, op 28 september 1947 uit tegen Helmondia, scoorde hij de eerste competitietreffer (1-6 zege). In zijn eerste seizoen werd PSV kampioen in de Eerste klasse van het district Zuid II. In de nationale titelstrijd, gewonnen door BVV, scoorde Jan Bijen eenmaal. De Eindhovense ploeg kon in de eindstrijd geen potten breken en eindigde als zesde en laatste. 
Dat veranderde drie jaar later toen PSV opnieuw districtskampioen werd. Jan Bijen beleefde toen zijn beste seizoen. PSV eindigde bovenaan met vijf punten voorsprong op stadgenoot Eindhoven. 
Met topscorer Coen Dillen (19 doelpunten) en Jan Bijen en Piet Fransen, ieder 12 treffers, beschikte PSV over een productieve voorhoede. 
PSV pakte ook de landstitel en Jan Bijen had met acht doelpunten in de finaleduels een groot aandeel in het succes.
In november 1952 kondigde hij zijn afscheid aan.  PSV deed daarna nog enkele keren een beroep op de aanvaller. Zijn allerlaatste optreden in de hoofdmacht was als invaller op 28 maart 1954 in de uitwedstrijd tegen VVV (3-2 verlies).
Na zijn actieve loopbaan werd hij trainer, onder meer bij Woenselse Boys en PSV amateurs.

## Carrièrestatistieken
| Seizoen         | Club            | Land            | Competitie            | Competitie | Competitie | Beker | Beker | Internationaal | Internationaal | Overig | Overig | Totaal | Totaal |
| Seizoen         | Club            | Land            | Competitie            | Wed.       | Dlp.       | Wed.  | Dlp.  | Wed.           | Dlp.           | Wed.   | Dlp.   | Wed.   | Dlp.   |
| --------------- | --------------- | --------------- | --------------------- | ---------- | ---------- | ----- | ----- | -------------- | -------------- | ------ | ------ | ------ | ------ |
| 1947/48         | PSV             | Nederland       | Eerste klasse Zuid II | ?          | 4          | –     | 0     | 0              | 0              | –      | 1      | ?      | 5      |
| 1948/49         | PSV             | Nederland       | Eerste klasse Zuid II | ?          | 5          | –     | 0     | 0              | 0              | 0      | 0      | ?      | 5      |
| 1949/50         | PSV             | Nederland       | Eerste klasse Zuid I  | 18         | 7          | –     | 0     | 0              | 0              | 0      | 0      | 18     | 7      |
| 1950/51         | PSV             | Nederland       | Eerste klasse E       | 19         | 12         | –     | 0     | 0              | 0              | 7      | 8      | 26     | 20     |
| 1951/52         | PSV             | Nederland       | Eerste klasse D       | 5          | 3          | –     | 0     | 0              | 0              | 0      | 0      | 5      | 3      |
| 1952/53         | PSV             | Nederland       | Eerste klasse D       | 6          | 4          | –     | 0     | 0              | 0              | 0      | 0      | 6      | 4      |
| 1953/54         | PSV             | Nederland       | Eerste klasse C       | 2          | 1          | –     | 0     | 0              | 0              | 0      | 0      | 2      | 1      |
| Carrière totaal | Carrière totaal | Carrière totaal | Carrière totaal       | ?          | 36         | –     | –     | 0              | 0              | 0      | 9      | –      | 45     |